# غلامرضا هاشمی میاندوآب
غلامرضا هاشمی میاندوآب سیاست‌مدار ایرانی بود، که در دوره بیست و چهارم مجلس شورای ملی به عنوان نماینده میاندوآب از استان آذربایجان غربی در مجلس شورای ملی حضور داشت.